# Live USB

Live USB, ubuntu

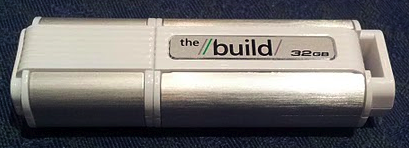
Windows To Go Live USB

Live USB ou USB-executável é um dispositivo USB (pendrive USB ou outro) contendo um sistema operativo/sistema operacional, a partir do qual se pode usar ("iniciar/arrancar") um computador. Os dispositivos USB-executável são parecidos com os Live CD/CD-executável e, tal como estes, podem ser usados para recuperação de dados, ou para testar sistemas operativos sem ter que instalar no/num disco rígido do próprio computador.

Há variadas distribuições de Linux que podem ser usadas em Live USB/USB-executável.